# دیوارهای رومی لوگو
دیوارهای رومی شهر لوگو مجموعه‌ای از دیوارهای دفاعی روم باستان در کُلونی رومی لوکوس آگوستی - لوگوی امروزی - بودند که در استان رومی هیسپانیا تاراکوننسیس بوده و امروز در اسپانیا قرار دارد. این دیوار به درازای ۲٬۱۲۰ متر (۶٬۹۶۰ فوت)، در قرن سوم پس از میلاد برای دفاع از شهر رومی ساخته شد. این استحکامات، که هنوز تا حد زیادی دست نخورده باقی مانده‌اند، در سال ۲۰۰۰ به عنوان میراث جهانی یونسکو معرفی شدند و یک جاذبه توریستی محبوب هستند.

## توضیحات

### دیوارها
دیوارهای شهر بین سال‌های ۲۶۳ و ۲۷۶ پس از میلاد برای دفاع از شهر رومی لوکوس آگوستی (لوگوی کنونی) در برابر قبایل محلی و مهاجمان ژرمنی ساخته شدند. دیوارها بخشی از مجموعه ای از استحکامات را تشکیل می‌دادند که شامل یک خندق و یک اینتروالوم بین دیوارها و شهر نیز می‌شد. طول مسیر کل دیوارها حدود ۲٬۱۲۰ متر (۶٬۹۶۰ فوت) است و مساحت ۳۴٫۴ هکتار (۸۵ جریب فرنگی) را در خود جای داده. تمام شهر توسط دیوارها محصور نشده بود: قسمت اعظم بخش جنوب شرقی شهر بدون حفاظت باقی مانده بود، در حالی که در مکان‌های دیگر مناطق بدون استفاده توسط دیوارها محصور شده بودند.
عرض دیوارها حدود ۴٫۲ متر (۱۴ فوت) و ارتفاع آنها بین ۸ متر (۲۶ فوت) و ۱۲ متر (۳۹ فوت) است. دیوارها از سنگ داخلی و خارجی رو به رو با هسته ای از خاک مخلوط با شن، سنگریزه و سنگ رومی کار شده بازیافت شده از ساختمان‌های تخریب شده و سیمان با آب تشکیل شده‌اند.

### دروازه‌ها
ده دروازه در دیوارها وجود دارد: پنج دروازه مربوط به دوران روم. و پنج مورد پس از ۱۸۵۳ اضافه شد تا جمعیت در حال گسترش شهر را در خود جای دهد. بهترین دروازه‌های اصلی حفظ شده پورتا فارسا و پورتا مینا نام دارند، دومی هنوز دارای طاق اصلی است که بین دو برج قرار گرفته است. پنج راه پله و یک سطح شیب دار دسترسی به پاراپِت (جان‌پناه) روی دیوارها را فراهم می‌کند. در داخل دیوارها، تعدادی پلکان دوتایی امکان دسترسی به برج‌ها را از راهروی جان‌پناه فراهم می‌کند.

### برج‌ها
از برج‌های اصلی، ۴۹ برج هنوز سالم هستند و ۳۹ برج دیگر تا حدی برجای مانده‌اند. برج‌ها در فواصل نامنظم در امتداد دیوارها ساخته می‌شدند. برج‌ها از دو طبقه تشکیل شده و اکثراً نیم دایره هستند. تعدادی مستطیل هستند. فاصله بین برج‌ها از ۵٫۴ متر (۱۸ فوت) تا ۱۲٫۸ متر (۴۲ فوت) متغیر است. برای ساخت برج‌ها از ترکیبی از مصالح استفاده شده است. غالباً پایه برج از سنگ گرانیت پوشیده شده و باقیمانده آن از تخته سنگ ساخته شده است.

### امروز
این استحکامات در اواخر سال ۲۰۰۰ به عنوان «بهترین نمونه از استحکامات رومی متاخر در اروپای غربی» به فهرست میراث جهانی اسپانیا اضافه شدند. دیوارها از سال ۱۹۲۱ وضعیت میراث ملی اسپانیا (Bien de Interés Cultural) را داشته‌اند. در سال ۲۰۰۷، طی مراسمی با حضور سفیر وقت چین در اسپانیا، کیو شیائوچی، دیوارها با دیوار چین دوقلو اعلام شدند.
اکنون یک راهرو بر روی دیوارها به بازدیدکنندگان اجازه می‌دهد تا در تمام طول دیوار قدم بزنند. این شهر همچنین دارای یک مرکز بازدیدکنندگان است که به دیوارها اختصاص داده شده است؛ Centro de Interpretación da Muralla. از زمان ثبت این دیوارها در فهرست میراث جهانی در سال ۲۰۰۰، لوگو هر ساله یک جشنواره محبوب به نام آرده لوکوس را برای پاسداشت رومی خود برگزار می‌کند.

## نگارخانه

نقشه دیوارها که موقعیت ۱۰ دروازه را نشان می‌دهد
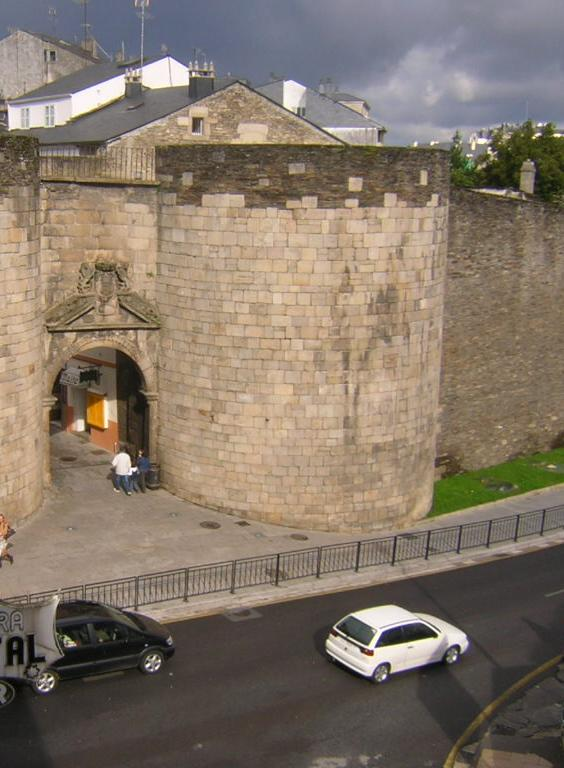
دروازه سن پدرو، یکی از پنج دروازه اصلی رومی
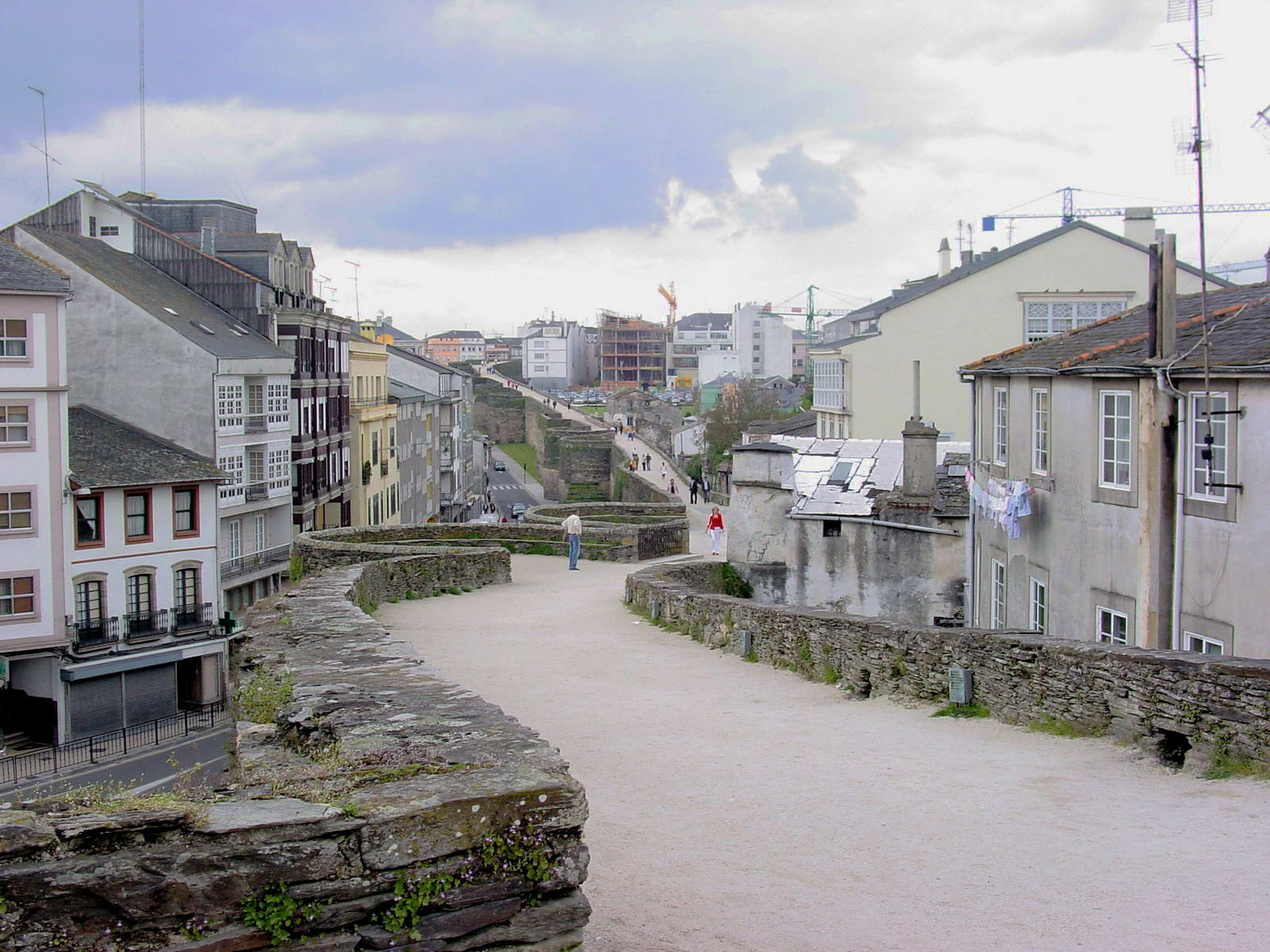
راهرو روی دیوارها
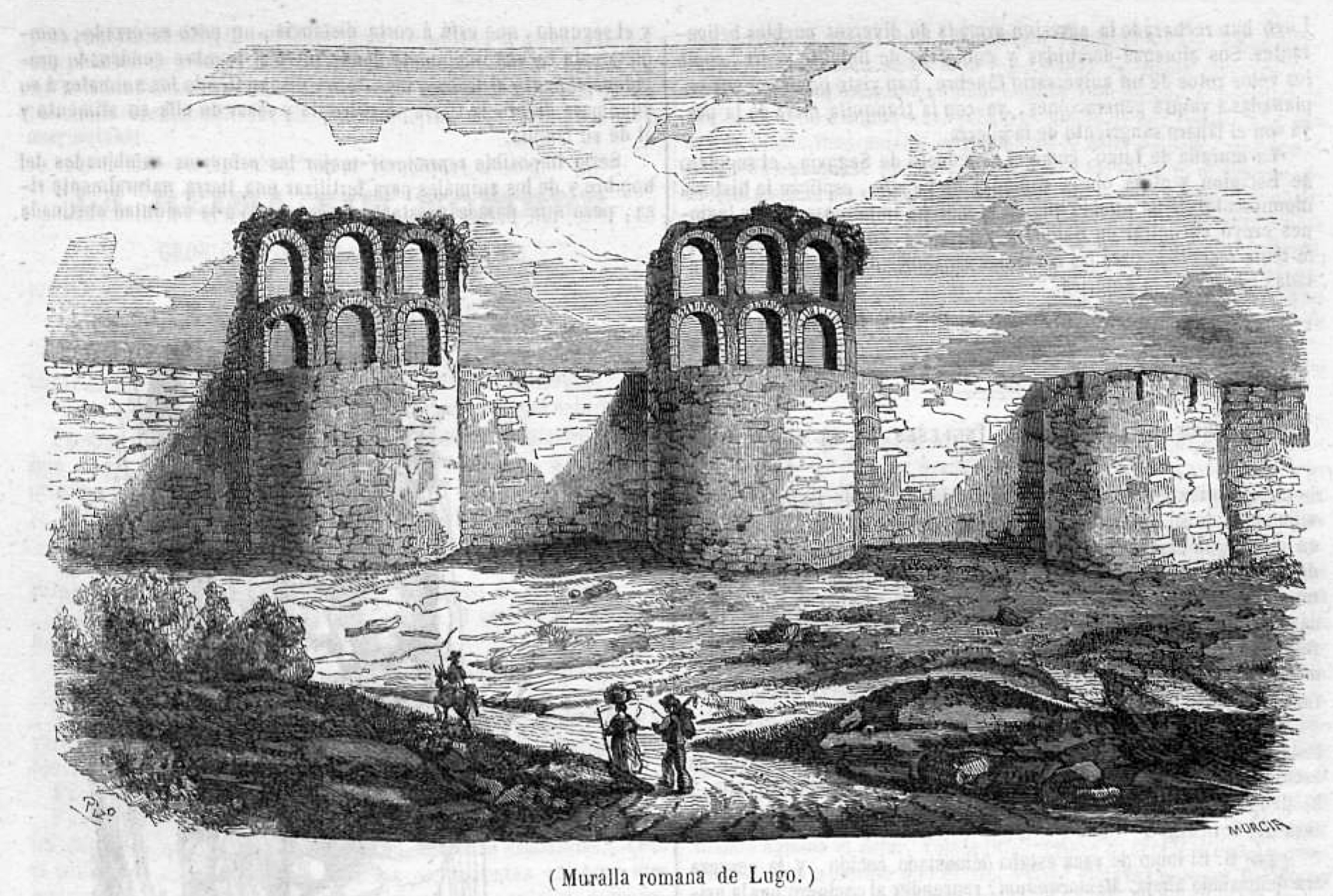
حکاکی ۱۸۵۰ که پنجره‌های اصلی را به تصویر می‌کشد، منتشر شده در Semanario Pintoresco Español
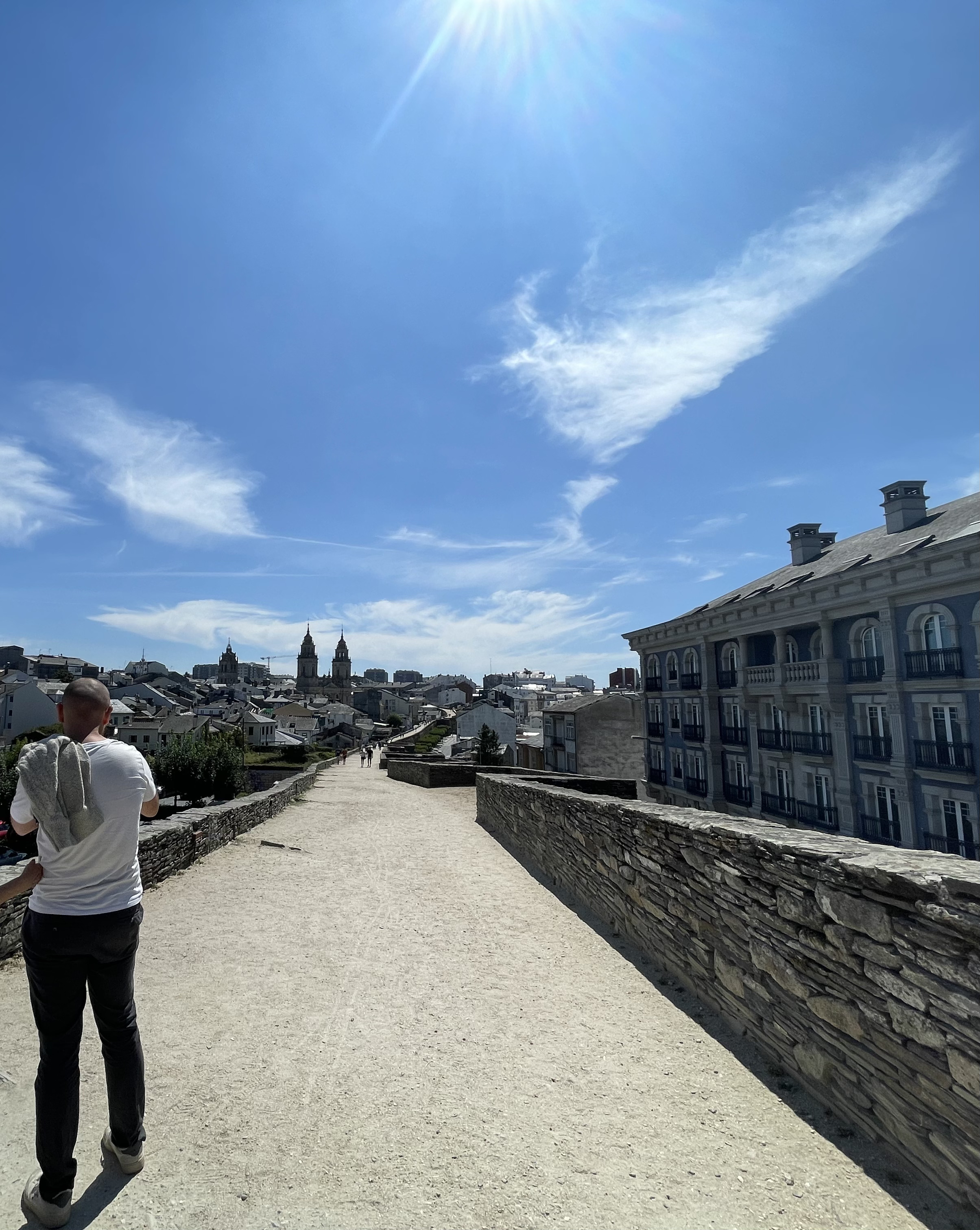
نمایی از دیوارهای رومی
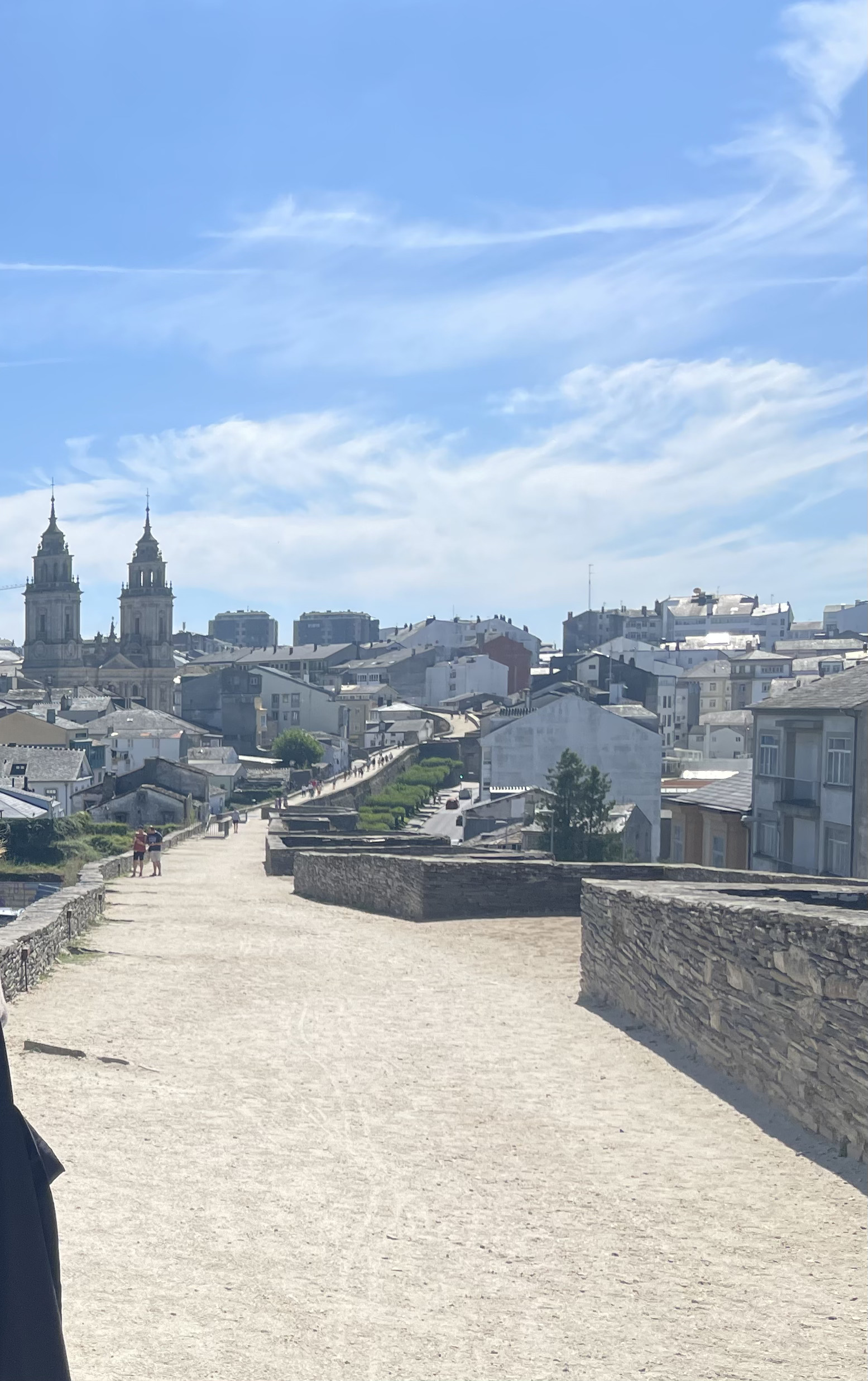
نمایی از دیوارهای رومی